# Чериоло (Кунео)
Чериоло је насеље у Италији у округу Кунео, региону Пијемонт.
Према процени из 2011. у насељу је живело 128 становника. Насеље се налази на надморској висини од 399 м.